# Mesoparopia fruhstorferi
Mesoparopia fruhstorferi är en insektsart som beskrevs av Matsumura 1912. Mesoparopia fruhstorferi ingår i släktet Mesoparopia och familjen dvärgstritar. Inga underarter finns listade i Catalogue of Life.